# Campionati europei di tiro da 10 metri 2023
I Campionati europei di tiro da 10 metri 2023 furono la 54ª edizione della competizione organizzata dalla Federazione europea di tiro. Si svolsero dal 5 al 12 marzo 2023 a Tallinn, in Estonia, e furono validi come qualificazione per le Olimpiadi di Parigi 2024 e per i Giochi europei 2023.

## Podi

### Assoluti
| Evento               | Oro                                                     | Punti    | Argento                                                          | Punti    | Bronzo                                                           | Punti |
| Uomini               |                                                         |          |                                                                  |          |                                                                  |       |
| Pistola individuale  | Damir Mikec                                             | 252,5 17 | Ruslan Lunev                                                     | 251,1 13 | Paolo Monna                                                      | 249,6 |
| Carabina individuale | Maximilian Ulbrich                                      | 263,1 16 | Patrik Jány                                                      | 260,9 12 | Alexander Schmirl                                                | 260,5 |
| Pistola a squadre    | Turchia İsmail Keleş Yusuf Dikeç Buğra Selimzade        | 16       | Germania Robin Walter Paul Fröhlich Michael Schwald              | 14       | Ucraina Viktor Bankin Oleh Omel'čuk Pavlo Korostyl'ov            | 17    |
| Pistola a squadre    | Turchia İsmail Keleş Yusuf Dikeç Buğra Selimzade        | 16       | Germania Robin Walter Paul Fröhlich Michael Schwald              | 14       | Serbia Duško Petrov Damir Mikec Dimitrije Grgić                  | 16    |
| Carabina a squadre   | Serbia Milutin Stefanović Milenko Sebić Lazar Kovačević | 16       | Austria Alexander Schmirl Tobias Mair Martin Strempfl            | 2        | Germania David Koenders Maximilian Dallinger Maximilian Ulbrich  | 17    |
| Carabina a squadre   | Serbia Milutin Stefanović Milenko Sebić Lazar Kovačević | 16       | Austria Alexander Schmirl Tobias Mair Martin Strempfl            | 2        | Svezia Ludwig Wassman Erik Ola Björn Sahlin Marcus Madsen        | 16    |
| Donne                |                                                         |          |                                                                  |          |                                                                  |       |
| Pistola individuale  | Anna Korakakī                                           | 254,7 16 | Camille Jedrzejeweski                                            | 252,3 14 | Elmira Karapetyan                                                | 250,0 |
| Carabina individuale | Jeanette Hegg Duestad                                   | 262,6 16 | Seonaid McIntosh                                                 | 264,4 10 | Anna Janssen                                                     | 259,2 |
| Pistola a squadre    | Polonia Klaudia Breś Julita Borek Agnieszka Korejwo     | 16       | Serbia Zorana Arunović Brankica Zarić Jovana Todorović           | 8        | Ungheria Veronika Major Miriam Jákó Zsófia Csonka                | 16    |
| Carabina a squadre   | Norvegia Katrine Lund Jenny Stene Jeanette Hegg Duestad | 17       | Serbia Teodora Vukojević Ivana Anđušić-Maksimović Andrea Arsović | 15       | Polonia Julia Ewa Piotrowska Natalia Kochańska Aneta Stankiewicz | 16    |
| Carabina a squadre   | Norvegia Katrine Lund Jenny Stene Jeanette Hegg Duestad | 17       | Serbia Teodora Vukojević Ivana Anđušić-Maksimović Andrea Arsović | 15       | Germania Larissa Weindorf Vanessa Gleißner Anna Janssen          | 16    |
| Misti                |                                                         |          |                                                                  |          |                                                                  |       |
| Pistola a squadre    | Serbia 1 Zorana Arunović Damir Mikec                    | 17       | Italia 2 Chiara Giancamilli Federico Nilo Maldini                | 9        | Turchia Şevval İlayda Tarhan Yusuf Dikeç                         | 16    |
| Pistola a squadre    | Serbia 1 Zorana Arunović Damir Mikec                    | 17       | Italia 2 Chiara Giancamilli Federico Nilo Maldini                | 9        | Francia Camille Jedrzejewski Florian Fouquet                     | 17    |
| Carabina a squadre   | Norvegia 1 Jeanette Hegg Duestad Jon-Hermann Hegg       | 16       | Israele Olga Tashtchiev Sergej Richter                           | 10       | Italia 1 Sofia Ceccarello Danilo Denis Sollazzo                  | 16    |
| Carabina a squadre   | Norvegia 1 Jeanette Hegg Duestad Jon-Hermann Hegg       | 16       | Israele Olga Tashtchiev Sergej Richter                           | 10       | Norvegia 2 Jenny Stene Henrik Larsen                             | 16    |

### Junior
| Evento               | Oro                                                                         | Punti    | Argento                                                               | Punti    | Bronzo                                                                    | Punti |
| Uomini               |                                                                             |          |                                                                       |          |                                                                           |       |
| Pistola individuale  | Matteo Mastrovalerio                                                        | 247,6 16 | Luca Joldea                                                           | 248,0 12 | Gabriele Aldo Villani                                                     | 243,4 |
| Carabina individuale | Victor Lindgren                                                             | 260,7 17 | Ferenc Török                                                          | 258,9 5  | Jesper Johansson                                                          | 258,7 |
| Pistola a squadre    | Italia 1 Matteo Mastrovalerio Liang Xi Savorani Gabriele Aldo Villani       | 16       | Norvegia Tobias Skaarstad Sondre Risan Haltvik Hans Wang Nøstvold     | 2        | Bulgaria Dimităr Todorov Petăr Vladimirov Ivanov Kiril Ušanli             | 17    |
| Pistola a squadre    | Italia 1 Matteo Mastrovalerio Liang Xi Savorani Gabriele Aldo Villani       | 16       | Norvegia Tobias Skaarstad Sondre Risan Haltvik Hans Wang Nøstvold     | 2        | Polonia Maciej Max Zygmuntowski Wiktor Paweł Blada Wiktor Łukasz Kopiwoda | 17    |
| Carabina a squadre   | Polonia Michał Chojnowski Jakub Kowalski Wiktor Sajdak                      | 16       | Norvegia Vebjørn Grimsrud Jens Olsrud Østli Even Olai Enger Throndsen | 10       | Serbia Petar Erdei Marko Ivanović Aleksa Rakonjac                         | 17    |
| Carabina a squadre   | Polonia Michał Chojnowski Jakub Kowalski Wiktor Sajdak                      | 16       | Norvegia Vebjørn Grimsrud Jens Olsrud Østli Even Olai Enger Throndsen | 10       | Svezia Jesper Johansson Pontus Kallin Victor Lindgren                     | 16    |
| Donne                |                                                                             |          |                                                                       |          |                                                                           |       |
| Pistola individuale  | Anna Čukušić                                                                | 244,0 16 | Anna Miřejovská                                                       | 242,5 12 | Salome P'rodiashvili                                                      | 240,0 |
| Carabina individuale | Anne Bakke Nielsen                                                          | 258,9 17 | Audrey Gogniat                                                        | 258,7 15 | Veronika Blažíčková                                                       | 256,8 |
| Pistola a squadre    | Rep. Ceca Anna Miřejovská Nicol Simetová Klára Ticháčková                   | 16       | Italia Francesca Cardiero Alessandra Fait Federica Quattrocchi        | 8        | Georgia Mariam Abramishvili Salome P'rodiashvili Mariami P'rodiashvili    | 17    |
| Pistola a squadre    | Rep. Ceca Anna Miřejovská Nicol Simetová Klára Ticháčková                   | 16       | Italia Francesca Cardiero Alessandra Fait Federica Quattrocchi        | 8        | Germania Johanna Blenck Lydia Vetter Maxi Vogt                            | 16    |
| Carabina a squadre   | Polonia Maja Magdalena Gawenda Julia Mikołowska Wilhelmina Kalina Wośkowiak | 17       | Norvegia Synnøve Berg Thiril Brendryen Pernille Nor-Woll              | 13       | Serbia Ljiljana Cvetković Alexsandra Havran Emilija Ponjavić              | 16    |
| Carabina a squadre   | Polonia Maja Magdalena Gawenda Julia Mikołowska Wilhelmina Kalina Wośkowiak | 17       | Norvegia Synnøve Berg Thiril Brendryen Pernille Nor-Woll              | 13       | Ungheria Csilla Ferik Anna Tóth Regina Vintze                             | 16    |
| Misti                |                                                                             |          |                                                                       |          |                                                                           |       |
| Pistola a squadre    | Italia 1 Alessandra Fait Matteo Mastrovalerio                               | 16       | Ucraina 1 Vilena Bevz Maksym Himon                                    | 12       | Georgia 2 Mariami P'rodiashvili Ioane Khvareshia                          | 16    |
| Pistola a squadre    | Italia 1 Alessandra Fait Matteo Mastrovalerio                               | 16       | Ucraina 1 Vilena Bevz Maksym Himon                                    | 12       | Georgia 1 Mariam Abramishvili Giorgi Mumladze                             | 16    |
| Carabina a squadre   | Ungheria 2 Anna Tóth Ferenc Török                                           | 16       | Rep. Ceca 1 Veronika Blažíčková Ondřej Kupec                          | 8        | Ungheria 1 Csilla Ferik Bálint Kálmán                                     | 17    |
| Carabina a squadre   | Ungheria 2 Anna Tóth Ferenc Török                                           | 16       | Rep. Ceca 1 Veronika Blažíčková Ondřej Kupec                          | 8        | Norvegia 1 Pernille Nor-Woll Jens Olsrud Østli                            | 17    |

## Medagliere

### Totale
| Pos.   | Paese         | Oro | Argento | Bronzo | Totale |
| ------ | ------------- | --- | ------- | ------ | ------ |
| 1      | Norvegia      | 3   | 3       | 2      | 8      |
| 2      | Italia        | 3   | 2       | 3      | 8      |
| 2      | Serbia        | 3   | 2       | 3      | 8      |
| 4      | Polonia       | 3   | 0       | 2      | 5      |
| 5      | Rep. Ceca     | 1   | 2       | 1      | 4      |
| 6      | Germania      | 1   | 1       | 4      | 6      |
| 7      | Ungheria      | 1   | 1       | 3      | 5      |
| 8      | Svezia        | 1   | 0       | 3      | 4      |
| 9      | Turchia       | 1   | 0       | 1      | 2      |
| 10     | Croazia       | 1   | 0       | 0      | 1      |
| 10     | Danimarca     | 1   | 0       | 0      | 1      |
| 10     | Grecia        | 1   | 0       | 0      | 1      |
| 13     | Austria       | 0   | 1       | 1      | 2      |
| 13     | Francia       | 0   | 1       | 1      | 2      |
| 13     | Ucraina       | 0   | 1       | 1      | 2      |
| 16     | Azerbaigian   | 0   | 1       | 0      | 1      |
| 16     | Gran Bretagna | 0   | 1       | 0      | 1      |
| 16     | Israele       | 0   | 1       | 0      | 1      |
| 16     | Romania       | 0   | 1       | 0      | 1      |
| 16     | Slovacchia    | 0   | 1       | 0      | 1      |
| 16     | Svizzera      | 0   | 1       | 0      | 1      |
| 22     | Georgia       | 0   | 0       | 4      | 4      |
| 23     | Armenia       | 0   | 0       | 1      | 1      |
| 23     | Bulgaria      | 0   | 0       | 1      | 1      |
| Totale | Totale        | 20  | 20      | 31     | 71     |

### Assoluti
| Pos.   | Paese         | Oro | Argento | Bronzo | Totale |
| ------ | ------------- | --- | ------- | ------ | ------ |
| 1      | Serbia        | 3   | 2       | 1      | 6      |
| 2      | Norvegia      | 3   | 0       | 1      | 4      |
| 3      | Germania      | 1   | 1       | 3      | 5      |
| 4      | Polonia       | 1   | 0       | 1      | 2      |
| 4      | Turchia       | 1   | 0       | 1      | 2      |
| 6      | Grecia        | 1   | 0       | 0      | 1      |
| 7      | Italia        | 0   | 1       | 2      | 2      |
| 8      | Austria       | 0   | 1       | 1      | 2      |
| 8      | Francia       | 0   | 1       | 1      | 2      |
| 10     | Azerbaigian   | 0   | 1       | 0      | 1      |
| 10     | Gran Bretagna | 0   | 1       | 0      | 1      |
| 10     | Israele       | 0   | 1       | 0      | 1      |
| 10     | Slovacchia    | 0   | 1       | 0      | 1      |
| 14     | Armenia       | 0   | 0       | 1      | 1      |
| 14     | Svezia        | 0   | 0       | 1      | 1      |
| 14     | Ucraina       | 0   | 0       | 1      | 1      |
| 14     | Ungheria      | 0   | 0       | 1      | 1      |
| Totale | Totale        | 10  | 10      | 15     | 35     |

### Junior
| Pos.   | Paese     | Oro | Argento | Bronzo | Totale |
| ------ | --------- | --- | ------- | ------ | ------ |
| 1      | Italia    | 3   | 1       | 1      | 5      |
| 2      | Polonia   | 2   | 0       | 1      | 3      |
| 3      | Rep. Ceca | 1   | 2       | 1      | 4      |
| 4      | Ungheria  | 1   | 1       | 2      | 4      |
| 5      | Svezia    | 1   | 0       | 2      | 3      |
| 6      | Croazia   | 1   | 0       | 0      | 1      |
| 6      | Danimarca | 1   | 0       | 0      | 1      |
| 8      | Norvegia  | 0   | 3       | 1      | 4      |
| 9      | Romania   | 0   | 1       | 0      | 1      |
| 9      | Svizzera  | 0   | 1       | 0      | 1      |
| 9      | Ucraina   | 0   | 1       | 0      | 1      |
| 12     | Georgia   | 0   | 0       | 4      | 4      |
| 13     | Serbia    | 0   | 0       | 2      | 2      |
| 14     | Bulgaria  | 0   | 0       | 1      | 1      |
| 14     | Germania  | 0   | 0       | 1      | 1      |
| Totale | Totale    | 10  | 10      | 16     | 36     |